# 默尔松
默尔松（法語：Meulson，法語發音：[mølsɔ̃]）是法国科多尔省的一个市镇，属于蒙巴尔区。

## 地理
默尔松（47°41'18"N, 4°41'53"E）面积7.85 平方千米，位于法国勃艮第-弗朗什-孔泰大區科多尔省，该省份为法国中东部省份，北起奥布省，西接涅夫勒省和约讷省，南至索恩-卢瓦尔省，东南接汝拉省，东临上索恩省，东北部与上马恩省接壤。
与默尔松接壤的市镇（或旧市镇、城区）包括：莫维利、塞纳河畔克米尼、博诺特、塞纳河畔贝勒诺。

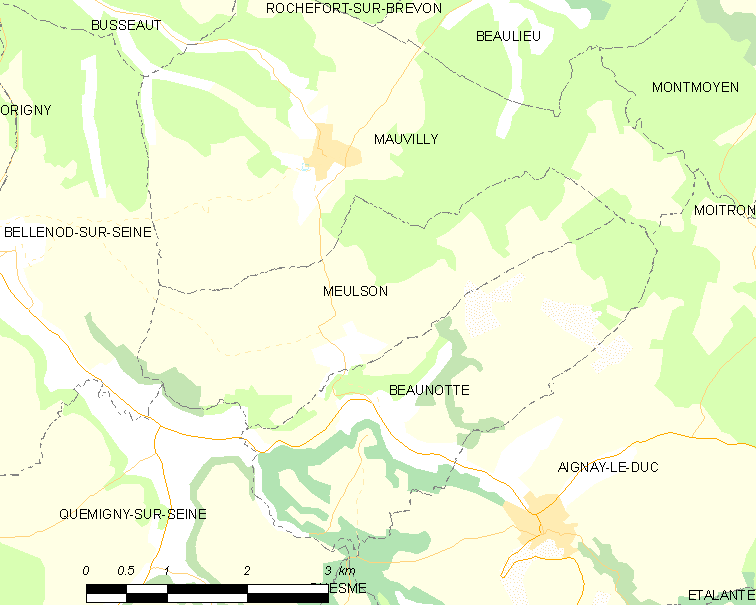
默尔松的OSM定位图

默尔松的时区为UTC+01:00、UTC+02:00（夏令时）。

## 行政
默尔松的邮政编码为21510，INSEE市镇编码为21410。

## 政治
默尔松所属的省级选区为塞纳河畔沙蒂永县。

## 人口

1962-2008年间默尔松人口变化图示

默尔松于2022年1月1日时的人口数量为28人。